# André Charles Henri Marie Reille
Pour les articles homonymes, voir Reille.
Pour les autres membres de la famille, voir Famille Reille.
André Charles Henri Marie Reille est un homme politique français né le 7 octobre 1861 à Paris (7e arrondissement) et décédé le 22 janvier 1898 à Alès.

## Biographie
Fils du baron René Reille et de Geneviève Soult de Dalmatie, André Reille est le petit-fils du maréchal Reille, arrière-petit-fils du maréchal Masséna, et par sa mère, arrière-petit-fils du maréchal Soult.
Avocat et propriétaire, il est élu maire de Saint-Amans-Soult, ainsi que membre du conseil général du Tarn en 1886.
Président de la Compagnie commerciale et industrielle du Midi et administrateur-directeur de la Compagnie des mines, fonderies et forges d'Alais, il siège au conseil d'administration de la Société des hauts-fourneaux, forges et aciéries du Saut-du-Tarn, de la Société minière franco-africaine.
Député du Tarn de 1894 à 1898, il siège au sein de plusieurs commissions et est le rapporteur de plusieurs projets de loi.
Mort en cours de législature, c'est son frère Xavier Reille qui lui succède.
Deux de ses fils, René Reille-Soult et François Reille-Soult seront également députés du Tarn. Sa veuve, Delphine Vaïsse (sœur du propriétaire du château du Plessis-Bourré et nièce de Claude-Marius Vaïsse), se remaria à Georges d'Avenel.

## Sources
- « André Charles Henri Marie Reille », dans le Dictionnaire des parlementaires français (1889-1940), sous la direction de Jean Jolly, PUF, 1960 [détail de l’édition]
- Rémy Cazals, « Reille, père et fils, société pour l’exploitation du mandat de député. Les barons Reille et le pouvoir (1861-1958) », Michel Bertrand (dir.), Pouvoirs des familles, familles de Pouvoir, Presses universitaires du Midi, 2005, p. 297-306, (Open édition books, Lire en ligne).
- Jean Faury, Cléricalisme et anticléricalisme dans le Tarn, 1848-1900, Service des publications de l'Université de Toulouse-Le Mirail, 1980.